# Infested
Pour plus de détails, voir Fiche technique et Distribution.
Infested est un film d'horreur américain réalisé par Josh Olson, sorti en 2002.

## Synopsis
Un groupe de jeunes se retrouve pour un enterrement dans leur ville natale. Ensuite logés dans une vieille maison, plusieurs personnes se transforment en créatures après avoir été mordues par des mouches noires mutantes, une race de mouches carnivores qui trouvent les humains très goûteux.

## Fiche technique
- Titre : Infested
- Réalisation : Josh Olson
- Scénario : Josh Olson
- Production : Charles Block, Lawrence Elmer Fuhrmann Jr. et Phil Knowles
- Société de production : City Block Productions Inc.
- Musique : Rodney Whittenberg
- Photographie : M. David Mullen
- Montage : David Wilson
- Décors : Addy McClelland
- Costumes : Gabriela Stanciu
- Pays d'origine : États-Unis
- Format : Couleurs - 1,85:1 - Dolby Digital - 35 mm
- Genre : Horreur, science-fiction
- Durée : 84 minutes
- Date de sortie : 18 octobre 2002 (Festival international du film des Hamptons, États-Unis)

## Distribution
- Zach Galligan : Warren
- Lisa Ann Hadley : Ellen
- Daniel Jenkins : Steven
- Amy Jo Johnson : Jesse
- Nahanni Johnstone : Mindy
- Robert Duncan McNeill : Eric
- Jack Mulcahy : Bob
- David Packer : Elliot
- Camilla Overbye Roos : Robin
- Tuc Watkins : Carl
- Mark Margolis : Père Morning

## Autour du film
- Le tournage s'est déroulé à Greenport et Southold.